# Locas in Love
Locas in Love (Eigenschreibweise Locas In Love) ist eine deutsche Band aus Köln. Benannt haben sie sich nach einer Comicserie von Jaime Hernandez und Gilbert Hernandez. Ihre Musik ist keiner bestimmten Stilrichtung zuzuordnen, zeigt aber Einflüsse von Noisefolk, Krautrock, Indie-Rock und auch klassischen Singer-Songwritern.

## Geschichte
Björn Sonnenberg und Stefanie Schrank gründeten Locas in Love im Frühjahr 2001 zunächst als Ableger von Sonnenbergs ehemaliger Schülerband The Dackel 5, im Dezember stieß Jan Niklas Jansen zur Gruppe. Die drei sind die einzigen konstanten Mitglieder, von 2004 bis 2008 ergänzte Maurizio Arca als Schlagzeuger die Besetzung (und stieß ab 2017 wieder als zusätzlicher Drummer zur Band), ihn löste Christian Schneider (auch bei grafzahl) bis 2011 ab, gefolgt von der aktuellen Schlagzeugerin Saskia von Klitzing (Fehlfarben, FM Einheit, Karpatenhund). Das Artwork sämtlicher Tonträger und sonstiger Locas In Love-Artikel gestaltet seit jeher Bassistin Stefanie Schrank.
Locas In Love standen schon gemeinsam mit Nikki Sudden, Okkervil River, Jayhawks, Xiu Xiu, Arab Strap, Timesbold, Superpunk, Aeronauten und anderen auf der Bühne. Über fast alle Konzerte führen sie ein Online-Tagebuch auf ihrer Website, in dem sie den Alltag einer tourenden Band dokumentieren. Beim einzigen Konzert in Deutschland von The National im Mai 2007 hatten diese Locas In Love als „special guest“ dazugeladen und grüßten sie von der Bühne aus als „one of our favourite bands to play with“.

### EPs und erstes Album (2002–2005)
Zwischen November 2001 und März 2003 veröffentlichten Locas In Love drei EPs und eine Split-Single mit der Band Katze auf verschiedenen kleinen Independent-Labels. Im Oktober 2004 erschien mit What Matters is the Poem ihr erstes Longplay-Album.

### Saurus(2005–2008)
Dem Debütalbum folgten Beiträge zu Kompilationen und im Mai 2006 eine weitere, unbetitelte EP. Nach zahlreichen Touren und Konzerten in Deutschland, Europa und Amerika und langer Studioarbeit, die im Herbst 2006 in den USA mit Interpol-Produzent Peter Katis abgeschlossen wurde, kam Anfang 2007 schließlich ihr zweites Album Saurus heraus. Auf diesem Album ist u. a. Malcolm Middleton als Gast zu hören; Locas in Love spielten im Vorprogramm von dessen Band Arab Strap bei deren letzten beiden Deutschlandtourneen vor der Auflösung. Ebenfalls als Gäste auf Saurus singen die Töchter von Wolfgang Niedecken mit. Saurus ist zwar die erste Zusammenarbeit der Band mit einem Majorlabel, aber es markiert zugleich die Besinnung auf alte DIY-Tugenden: bis auf Peter Katis Beitrag als Mischer nahmen Locas In Love das Album komplett in Eigenregie auf, ohne Produzenten, Toningenieur und finanzielle Unterstützung einer Plattenfirma, der Vertrag mit Virgin kam erst zustande, als das Album bereits fertiggestellt war. Parallel dazu gründeten die vier Bandmitglieder 2005 zusammen mit einer Freundin, der Schauspielerin und Sängerin Claire Oelkers, zusätzlich die Band Karpatenhund, mit der sie ihre „Vision von radiotauglicher Musik“ ausprobieren wollten, und 2007 und 2009 zwei Alben veröffentlichten (ein Album und zwei Singles konnten sich in den deutschen Media Control Charts platzieren).
Das zweite Album Saurus war für die Band ein Erfolg und erhielt ausgezeichnete Kritiken. Der Song Sachen wurde vom Musikexpress in die Liste der 50 wichtigsten Songs des Jahres 2007 aufgenommen, in den Album-Jahrescharts 2007 wählten die Leser der Zeitschrift Intro Saurus auf Platz 20. Der Song Sachen hielt sich im Sommer 2007 zehn Wochen in den Campuscharts und kletterte bis auf den zweiten Platz. Anfang 2008 wurden die Lieder Saurus und Sachen für diverse Fernsehsendungen als Hintergrundmusik verwendet.

### Winter(2008–2009)
Im Frühjahr 2008 trennte sich die Band von Schlagzeuger Maurizio Arca, für ihn stieß Christian Schneider von der Band Grafzahl zur Band. Im selben Sommer nahmen Locas In Love ihr Album Winter auf, das sie selber als losgelöst von den beiden vorhergegangenen Alben betrachten und in die Tradition von Weihnachts- und Winteralben einreihen. Als Gäste wirkten u. a. Sam Lazzara (Le Tigre), Kyle Resnick (The National, Spoon, Sufjan Stevens) und LD Beghtol (u. a. The Magnetic Fields) mit. Die dazugehörige Tour führte sie quer durch Deutschland und an die Ostküste der USA, wo sie als Abschluss der Reise in einem Studio in Brooklyn einige Songs live einspielten, die im Januar 2010 vom New Yorker Indie-Label The Cougar Label im Rahmen des Podcasts At Home Anywhere und 2010 auf der Avocado EP veröffentlicht wurden. Sänger und Gitarrist Björn Sonnenberg schrieb ein ausführliches Tagebuch der Reise, das als täglicher Blog auf der Internetseite des Musikexpress veröffentlicht wurde. Zum 25-jährigen Jubiläum der Band The Walkabouts 2009 erschien bei Glitterhouse Records unter dem Titel Got No Chains ein Tributealbum, zu dem Locas In Love eine Interpretation des Songs "The Light Will Stay On" beisteuerten.

### LemmingundNEIN!(2010–2012)
Im Januar 2010 begann die Band die Aufnahmen für ihr drittes reguläres Album (das vierte, wenn man Winter einrechnet) in Glasgow. Mit Paul Savage, dem ehemaligen Schlagzeuger der Delgados als Produzenten (der u. a. bereits mit Mogwai, Arab Strap, Franz Ferdinand, King Creosote, Teenage Fanclub oder Vashti Bunyan gearbeitet hat) nahmen sie sie im legendären Chem 19 auf, dem ans Label Chemikal Underground angeschlossene Studio. Wiederum wurde ein Tagebuch über die Aufnahmen geführt und auf der Internetpräsenz des Rolling Stone Magazins veröffentlicht.
Daraufhin bauten Schrank, Jansen und Sonnenberg sich 2010 ein eigenes Tonstudio im Kölner Agnesviertel in den Räumen eines ehemaligen Sri Chinmoy-Meditationszentrums, das Bear Cave Studio, in dem sie das Album fertigstellten und seither auch andere Künstler aufnehmen. Für den Mix des Albums begaben sich Locas In Love erneut zu Peter Katis, der bereits Saurus abgemischt hatte, arbeiteten aber auch für einige Stücke mit Jim Eno, dem Schlagzeuger der Band Spoon zusammen.
Das Album Lemming erschien am 1. Juli 2011 beim Label Staatsakt und erhielt wiederum sehr gute Kritiken. So schreibt Jan Wigger auf Spiegel Online: „Weil man mit Namen wie Stefanie Schrank, Jan Niklas Jansen und Björn Sonnenberg weder Versicherungssachbearbeiter noch Fleischergeselle werden kann, hat sich die Band aus Köln bereits in der Vergangenheit darauf konzentriert, schmerzliche Wahrheiten auf ungewöhnlichem Wege mitzuteilen“ und vergibt eine Wertung von 8/10. Im Intro Magazin heißt es: „Locas In Love entpuppen sich auf der Spielfläche des strahlenden Pop vollends als eine der größten Bands des Landes... Sagen wir es einfach: das beste unprätentiöse deutschsprachige Indie-Pop-Album seit vielen Jahren.“ und im Musikexpress: „Die Kölner Grummelhit-Maschine läuft wie geschmiert: Locas In Love zeigen, dass sie nach wie vor zu den besten Indie-Bands Deutschlands gehören.“
Anlässlich des Record Store Day 2012 veröffentlichte Locas In Love das Album NEIN! als limitierte Vinyl-Schallplatte und erntete erneut begeisterte Kritiken. Es handelt sich bei den Aufnahmen um unveröffentlichte Stücke aus den Lemming-Aufnahmen und neue Songs, u. a. einer Zusammenarbeit mit der Fluxus-Künstlerin Alison Knowles sowie mit dem Schauspieler Charles Brauer. Das Artwork ist eine sehr originalgetreue Kopie des Covers vom unbetitelten Debütalbum der legendären Krautrock-Band Neu! von 1972.

### Use Your Illusion 3&4undKalender(ab 2012)
Unmittelbar nach Fertigstellung von NEIN! begannen Locas In Love an neuem Material zu arbeiten. Zunächst im eigenen Studio, im Sommer 2013 dann im Studio Black Box in Noyant La Gravoyère, Frankreich. Obwohl dort in sechs Tagen 21 Lieder live eingespielt wurden, gestaltete sich die endgültige Fertigstellung des Albums als langwierig. Die Band gab kaum Konzerte und vermeldete nur über ihre Website, dass sie sich in einem andauernden Prozess des Ergänzens, Verwerfens und Neu-Machens befände. Ende Februar 2014 reisten Locas In Love nach New York, um mit John Agnello (Dinosaur Jr., Sonic Youth, Kurt Vile) die Stücke zu mixen. Weitere Songs wurden wieder von Peter Katis und von Darryl Neudorf (Neko Case) in Montréal abgemischt. Über den Sommer produzierten Locas In Love zudem instrumentale Stücke, denn das fertige Album erschien als Doppelalbum, das zur Hälfte aus Songs mit Gesang besteht, zur anderen aus Instrumentals. Auf Use Your Illusion 3&4 und Konzerten im Herbst/Winter 2014 wirkte teilweise auch wieder Maurizio Arca mit, Schlagzeuger der klassischen Saurus-Besetzung von 2004 bis 2008. Use Your Illusion 3&4 erschien im Februar 2015 als CD bei Warner Music und LP bei Staatsakt. Überdies gab die Band zusammen mit Staatsakt eine limitierte LP-Box heraus, die u. a. ein eigens von Stefanie Schrank und dem New Yorker Action Toy-Künstler Peter Kato hergestelltes Vinyl-Toy enthielt, den „Dinobot 3000“. Mit Use Your Illusion 3&4 (der Albumtitel bezieht sich auf die beiden Use-Your-Illusion-Alben von Guns N’ Roses aus dem Jahre 1991) erreichten Locas in Love erstmals die deutschen Albumcharts (#90).
Neun Monate später erschien bereits das nächste Album Kalender, eine Kombination aus Wandkalender und Album. Die darauf enthaltenen Stücke entstanden zu einem großen Teil in derselben Phase wie Use Your Illusion 3&4.

### Aktivitäten ab 2016
Für das Die-Sterne-Tributealbum Mach's Besser (2017) coverten Locas In Love den Song "Anfang Verpasst" (im Original auf der Fickt das System-EP von 1992) und traten auf der begleitenden Jubiläums-Tour – der letzten in der klassischen Besetzung – auch mit den Sternen auf. Auf dem zweiten und vierten Teil der Reihe Unter meinem Bett steuerten Locas In Love Songs bei, bevor sie das dezidierte Kindermusik-Projekt Gorilla Club ins Leben riefen. 2018 reiste die Band auf Einladung des Goethe-Institut für Konzerte nach Dublin.
Neue Veröffentlichungen gab es nach Kalender bislang nicht, jedoch aufwendige Reissues der Alben Saurus (als SAURUS X, 2017) und Winter (2023), in deren Booklets die Bandmitglieder aus dem jeweiligen Jetzt-Stand heraus auf die Alben zurückblicken und ihre gegenwärtigen Aktivitäten schildern. Dort wird thematisiert, dass die verminderte Aktivität nach 2016 unter anderem damit zusammenhängt, dass Gitarrist Jan Niklas Jansen ein Gehirntumor entfernt wurde, Ex-Drummer Kurt Kreikenbom verstarb, mehrere Bandmitglieder Eltern wurden, mit psychischen Probleme umgehen, den Folgen der Corona-Pandemie, jedoch auch andere musikalische und künstlerische Projekte abseits der Band realisierten. Auf ihren Social-Media-Kanälen kommunizierten Locas In Love ab 2022 den Aufnahmeprozess an neuem Material.

### Andere Projekte
Seit 2010 betreiben Locas In Love ihr eigenes Tonstudio in Köln, das Bear Cave Studio. Neben eigener Musik entstanden dort auch zahlreiche Produktionen für andere, darunter auch Acts wie Norman Blake & Jad Fair, Mike Watt, Die Nerven, The Mountain Goats, Islands, The Screenshots, Peer, Les Filles de Illighadad, Albrecht Schrader, International Music, Schnipo Schranke, Klee oder Eric Pfeil.
Unter dem Namen Gorilla Club veröffentlicht die Band Songs für Kinder. 2018 erschien das Album 1-2-3-4! (Oetinger Verlag), an dem sich viele befreundete Musiker beteiligten. 2021 folgte das Album OK Cool. Auch auf der CD-Reihe Unter meinem Bett ist die Band mit einigen Liedern vertreten.
Bassistin Stefanie Schrank ist neben ihrer Tätigkeit als bildende Künstlerin auch unter eigenem Namen aktiv und veröffentlichte ihr Debütalbum Unter der Haut eine überhitzte Fabrik 2019 bei staatsakt, 2024 folgte die Record-Store-Day-EP Schlachtrufe BRD.
Jan Niklas Jansen ist Teil des Homrecording-Duos Doe Bed.

## Diskografie

### Alben
- 2004: What Matters Is the Poem (Hobby DeLuxe)
- 2007: Saurus (Sitzer (LP) / Virgin/EMI (CD), Reissue 2017 als SAURUS X bei staatsakt.)
- 2008: Winter (Sitzer, Reissue 2023 bei staatsakt.)
- 2011: Lemming (Staatsakt)
- 2012: NEIN! (Staatsakt)
- 2015: Use Your Illusion 3 & 4 (Warner Music / Staatsakt)
- 2015: Kalender (Staatsakt)

Als Gorilla Club:
- 2018: 1-2-3-4! (Oetinger / Staatsakt)
- 2021: OK Cool (Oetinger / Staatsakt)

### Singles und EPs
- 2001: Río Veneno (CD-EP, Wald & Wiesen Tonträger)
- 2002: A Robot Can Make a Hole in the Ground (10"-EP, Kontraphon)
- 2002: Música de la Concha (CD-EP, Hobby DeLuxe)
- 2003: El Loco Roco... (Split-7" mit Katze, Krautpop)
- 2006: s/t, im Handel als Wir fangen von vorne an (EP, Sitzer)
- 2006: Mini Series #1 (CD-EP, Eigenvertrieb)
- 2007: Mini Series #2 (CD-EP, Eigenvertrieb)
- 2010: Avocado EP (12"-EP, Sitzer)
- 2010: Mini Series #3 (CD-EP, Eigenvertrieb)
- 2011: An den falschen Orten (Download-Single, Staatsakt)

## Sonstiges
Björn Sonnenberg-Schrank ist auch als Autor und an der Heinrich-Heine-Universität Düsseldorf als wissenschaftlicher Mitarbeiter tätig.